# Yuval
Yuval (in alfabeto ebraico: יוּבָל) è un nome proprio di persona ebraico maschile e femminile.

## Varianti in altre lingue
- Maschili:
  - Greco biblico: Ἰουβάλ (Ioubal)[1]
  - Inglese: Jubal[1][2]

## Origine e diffusione

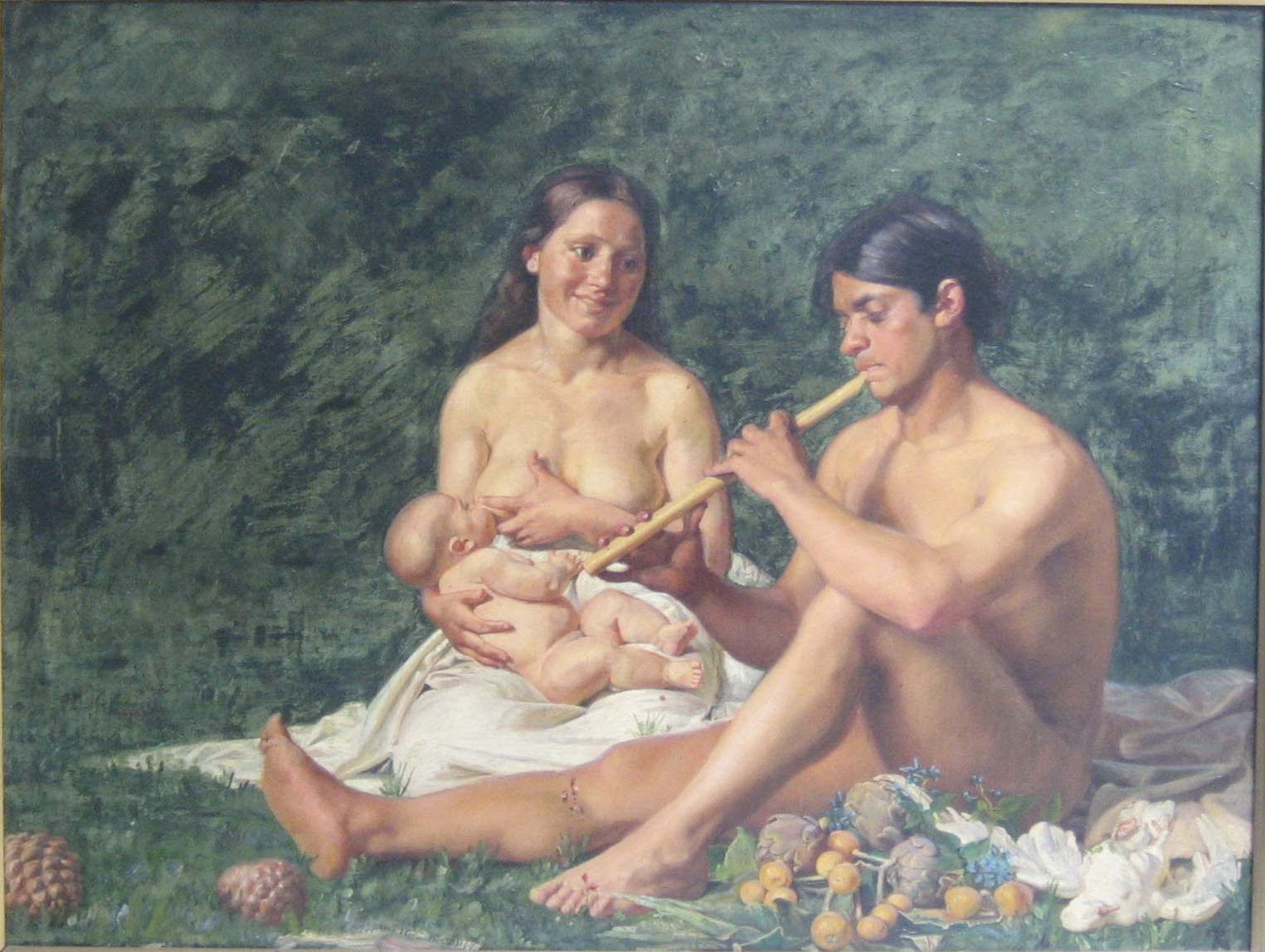
Iubal e la sua famiglia, di Kristian Zahrtmann

Riprende direttamente un termine ebraico che vuol dire "ruscello" (lo stesso dei nomi Brook e Jafar) o, secondo altre fonti, "ariete" o "corno di ariete". È un nome biblico, portato da Iubal, figlio di Lamech, il primo uomo ad essere musicista citato in Genesi 4,19-21. In ebraico moderno è un nome ambigenere.

## Persone

### Femminile
- Yuval Raphael, cantante israeliana

### Maschile
- Yuval Ashkenazi, calciatore israeliano
- Yuval Avital, artista, musicista, compositore e chitarrista israeliano
- Yuval Freilich, schermidore israeliano
- Yuval Gotlibovich, violista e compositore israeliano
- Yuval Noah Harari, storico, filosofo e saggista israeliano
- Yuval Naimy, cestista israeliano
- Yuval Ne'eman, fisico e politico israeliano
- Yuval Segal, attore israeliano
- Yuval Spungin, calciatore israeliano